# The X Factour
The X Factour – trasa koncertowa heavymetalowego zespołu Iron Maiden promująca album The X Factor, trwająca od 28 września 1995 do 7 września 1996 roku, obejmująca koncerty w 37 krajach globu. W ówczesnym czasie był to rekord w historii zespołu, co do ilości odwiedzonych krajów. Była to zarazem pierwsza trasa koncertowa z nowym wokalistą, Blazem Bayleym, który zastąpił legendarnego Bruce’a Dickinsona w bardzo niekorzystnym okresie dla klasycznego heavy metalu. Asekuracyjnie management grupy zabookował w wielu miejscach koncerty w kameralnych obiektach, liczących od 1,5 tys. do 4 tys. miejsc. Latem 1996 zespół powrócił do koncertów stadionowych w Ameryce Południowej i Europie, w Grecji, Hiszpanii, Włoszech czy Francji grupa zagrała przed wielotysięcznymi audytoriami.
Po raz pierwszy odwiedzili Słowenię, wyspę Gozo, Bułgarię, Rumunię, RPA oraz Izrael, gdzie zagrali trzy kameralne koncerty inaugurujące tournee. Ingerencja lokalnych władz doprowadziła do odwołania koncertu w Libanie. Grupa wróciła również po dziewięciu latach absencji do Polski, gdzie z powodzeniem wystąpili na stołecznym Torwarze. Muzycy po latach twierdzili, iż pod wieloma względami tournee było sukcesem i pozwoliło klasycznemu metalowi oraz Iron Maiden na przetrwanie w niesprzyjającej atmosferze medialnej. W 1997 roku zespół zorganizował specjalny koncert internetowy, który zobaczyć mogli zarejestrowani użytkownicy wybranych platform audio-wizualnych Szacuje się, iż przy średniej przekraczającej 11 tys. widzów, trasa przyciągnęła około 1,75 mln fanów.

## Supporty
- My Dying Bride – koncerty europejskie 1995[3].
- Skid Row – festiwale europejskie, Monsters of Rock w Brazylii[3].
- Slayer – festiwale europejskie[3].
- Motörhead – festiwale europejskie, Monsters of Rock w Brazylii[3].
- Helloween – festiwale europejskie, Monsters of Rock w Brazylii, Ameryka Południowa[3].
- Fear Factory – koncerty w Ameryce Północnej 1996[3].
- Psycho Motel – koncerty w UK 1995[3].
- King Diamond – festiwale europejskie, Monsters of Rock w Brazylii[3].
- Mercyful Fate – festiwale europejskie, Monsters of Rock w Brazylii[3].
- Biohazard – festiwale europejskie, Monsters of Rock w Brazylii[3].
- Type O Negative – festiwale europejskie[3].
- Dog Eat Dog – festiwale europejskie, Monsters of Rock w Brazylii[3].
- The Almighty – Francja, Hiszpania, Portugalia, Włochy[3].
- Nightmare – Warszawa[3].
- Cold – Warszawa[3].
- Gladiator – Praga, Słowacja[3].
- Makina – Meksyk[3].
- Moby Dick – Budapeszt[3].
- Lithium – koncerty w Południowej Afryce[3].
- Spitfire – koncerty w Grecji[3].
- B.T.R – Sofia[3].
- Skin – festiwale europejskie, UK[3].
- Panzer – Santiago[3].
- Malon – Argentyna[3].
- Heroes del Silencio – Santiago[3].

## Setlista

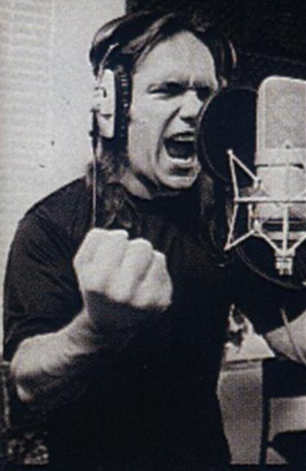
Blaze w studio 1995

- Introdukcja: brak dedykowanego intra.

1. „Man on the Edge” (z albumu The X Factor, 1995)[4]
2. „Wrathchild” (z albumu Killers, 1981)
3. „Heaven Can Wait” (z albumu Somewhere in Time, 1986)
4. „Lord of the Flies” (z albumu The X Factor, 1995)
5. „Fortunes of War” (z albumu The X Factor, 1995)
6. „Blood on the World’s Hands” (z albumu The X Factor, 1995)
7. „Afraid to Shoot Strangers” (z albumu Fear of the Dark, 1992)
8. „The Evil That Men Do” (z albumu Seventh Son of a Seventh Son, 1988)
9. „The Aftermath” (z albumu The X Factor, 1995)
10. „Sign of the Cross” (z albumu The X Factor, 1995)
11. „2 Minutes to Midnight” (z albumu Powerslave, 1984)
12. „The Edge of Darkness” (z albumu The X Factor, 1995)
13. „Fear of the Dark” (z albumu Fear of the Dark, 1992)
14. „The Clairvoyant” (z albumu Seventh Son of a Seventh Son, 1988)
15. „Iron Maiden” (z albumu Iron Maiden, 1980)

Bisy:
1. „The Number of the Beast” (z albumu The Number of the Beast, 1982)
2. „Hallowed Be Thy Name” (z albumu The Number of the Beast, 1982)
3. „The Trooper” (z albumu Piece of Mind, 1983)

Uwagi:
- „Running Free” oraz „Sanctuary” (z albumu Iron Maiden, 1980) były wykonywane jedynie podczas wybranych koncertów festiwalowych, również w Ameryce Południowej[4].
- „Blood On The World’s Hands”, „The Aftermath”, oraz „The Edge of Darkness” (z albumu The X Factor, 1995) zostały wykonane po raz pierwszy i ostatni tylko w ramach koncertów tej trasy[4].

## Oprawa trasy
Zespół po części zaprezentował widowisko nawiązujące do przedstawień z lat 80., jednakże dużo bardziej okrojone, choćby z uwagi na konieczność występowania w znacznie mniejszych obiektach, niż miało to miejsce przed laty. Scenografia ustawiona na średnich wymiarów scenie, przypominała reprodukcję ilustracji znajdujących się w booklecie albumu The X Factor. Estrada przypominała mroczną manufakturę, wyposażoną w podium i boczne cokoły, częściowo podświetlane. W głębi sceny kilkakrotnie zmieniały się backdropy z reprodukcjami nawiązującymi do ilustracji okładkowych promowanej płyty.
Zespół nie wykorzystywał pirotechniki, natomiast maskotka – Eddie pojawiała się w wersji mobilnej (nawiązującej do jej wizji z okładki płyty) oraz w trakcie prezentacji utworu „Iron Maiden” – na ogromnym krześle elektrycznym w tyle estrady – w wersji identycznej, jak na rewersie książeczki płyty. Fani mogli dostrzec, jak maszkarą miotają elektrowstrząsy, zaś scenę zasnuwała para z suchego lodu. Oczywiście nie zabrakło efektownego oświetlenia. Estradę otaczały ramy tworzące prostokąt, wewnątrz którego widniały dwie większe, mobilne rampy tworzące literę „X”. Zespół wykorzystywał (oprócz tradycyjnych PAR 64) rzutniki, stroboskopy, zestawy halogenów oraz pojedyncze lasery. W trakcie utworu „Afraid to Shoot Strangers” nad sceną pojawiała się srebrzysta, lustrzana kula rzucająca refleksy świetlne na widownię i scenografię.
W trakcie koncertów w arenach sportowych, na festiwalach oraz stadionach Ameryki Łacińskiej, zespół wykorzystywał ogromną scenę, wyposażoną w najnowocześniejsze nagłośnienie oraz rozbudowany system świetlny, wyposażony w 900 punktów świetlnych. Oprawa, choć generalnie nie mogła równać się pod względem rozmachu z koncertami grupy w minionym dziesięcioleciu, to podówczas mogła sprawiać pozytywne wrażenie.

## Daty trasy
UWAGA! w wyniku aktualizacji danych, nazwy obiektów nie muszą się pokrywać ze stanem pierwotnym, znanym z materiałów prasowych grupy.
| Data                               | Miasto                             | Kraj                               | Obiekt                             |
| Europa – Promo Gig (Nicko McBrain) | Europa – Promo Gig (Nicko McBrain) | Europa – Promo Gig (Nicko McBrain) | Europa – Promo Gig (Nicko McBrain) |
| ---------------------------------- | ---------------------------------- | ---------------------------------- | ---------------------------------- |
| 4 czerwca 1995                     | Eindhoven                          | Holandia                           | Eindhoven Airport (Secret Show)    |
| Azja                               |                                    |                                    |                                    |
| 28 września 1995                   | Jerozolima                         | Izrael                             | Sing Sing                          |
| 29 września 1995                   | Hajfa                              | Izrael                             | The End                            |
| 30 września 1995                   | Tel Awiw                           | Izrael                             | Cinerama Theater                   |
| Afryka                             |                                    |                                    |                                    |
| 5 października 1995                | Johannesburg                       | RPA                                | Standard Bank Arena                |
| 7 października 1995                | Durban                             | RPA                                | Village Green                      |
| 9 października 1995                | Kapsztad                           | RPA                                | Good Hope Center                   |
| Azja                               |                                    |                                    |                                    |
| 12 października 1995               | Bejrut                             | Liban                              | Center Parking Lot                 |
| Europa                             |                                    |                                    |                                    |
| 14 października 1995               | Ateny                              | Grecja                             | Stadion Peristeri                  |
| 15 października 1995               | Saloniki                           | Grecja                             | Ivanofio Arena                     |
| 16 października 1995               | Sofia                              | Bułgaria                           | Hristo Botev Hall                  |
| 17 października 1995               | Bukareszt                          | Rumunia                            | Sala Polivalentă                   |
| 20 października 1995               | Budapeszt                          | Węgry                              | Petőfi Csarnok                     |
| 21 października 1995               | Żylina                             | Słowacja                           | Zimny Stadion                      |
| 22 października 1995               | Praga                              | Czechy                             | Výstavišcě Palace                  |
| 24 października 1995               | Warszawa                           | Polska                             | Hala Torwar                        |
| 27 października 1995               | Helsinki                           | Finlandia                          | Kulttuuritalo                      |
| 29 października 1995               | Sztokholm                          | Szwecja                            | Cirkus                             |
| 30 października 1995               | Oslo                               | Norwegia                           | Sentrum Scene                      |
| 1 listopada 1995                   | Göteborg                           | Szwecja                            | Kåren                              |
| 2 listopada 1995                   | Kopenhaga                          | Dania                              | K.B. Hallen                        |
| 4 listopada 1995                   | Wolverhampton                      | Anglia                             | Civic Hall                         |
| 5 listopada 1995                   | Glasgow                            | Szkocja                            | Barrowland Ballroom                |
| 6 listopada 1995                   | Manchester                         | Anglia                             | Manchester Apollo                  |
| 8 listopada 1995                   | Leeds                              | Anglia                             | Leeds Academy                      |
| 9 listopada 1995                   | Newport                            | Walia                              | Newport Centre                     |
| 10 listopada 1995                  | Londyn                             | Anglia                             | Brixton Academy                    |
| 12 listopada 1995                  | Kolonia                            | Niemcy                             | E-Werk                             |
| 13 listopada 1995                  | Deinze                             | Belgia                             | Brielpoort                         |
| 14 listopada 1995                  | Bielefeld                          | Niemcy                             | PC69                               |
| 16 listopada 1995                  | Paryż                              | Francja                            | Zénith de Paris                    |
| 18 listopada 1995                  | Pampeluna                          | Hiszpania                          | Pabellon Anaitasuna                |
| 20 listopada 1995                  | Barcelona                          | Hiszpania                          | Pavelló de la Vall d’Hebron        |
| 21 listopada 1995                  | Madryt                             | Hiszpania                          | Real Madrid Pavilion               |
| 22 listopada 1995                  | Cascais                            | Portugalia                         | Pavilhão de Cascais                |
| 24 listopada 1995                  | Grenada                            | Hiszpania                          | Pabellón Ifagra                    |
| 26 listopada 1995                  | Turyn                              | Włochy                             | Palastampa                         |
| 27 listopada 1995                  | Modena                             | Włochy                             | PalaPanini                         |
| 28 listopada 1995                  | Rzym                               | Włochy                             | PalaLottomatica                    |
| 30 listopada 1995                  | Mediolan                           | Włochy                             | Palatrussardi                      |
| 1 grudnia 1995                     | Florencja                          | Włochy                             | Palasport                          |
| 2 grudnia 1995                     | Pordenone                          | Włochy                             | Palasport Forum                    |
| 3 grudnia 1995                     | Bolzano                            | Włochy                             | PalaOnda                           |
| 5 grudnia 1995                     | Genewa                             | Szwajcaria                         | Salle des Fêtes de Thonex          |
| 6 grudnia 1995                     | Zurych                             | Szwajcaria                         | Volkshaus                          |
| 7 grudnia 1995                     | Fürth                              | Niemcy                             | Stadthalle                         |
| 9 grudnia 1995                     | Hanower                            | Niemcy                             | Capitol                            |
| 10 grudnia 1995                    | Lipsk                              | Niemcy                             | Haus Auensee                       |
| 12 grudnia 1995                    | Brema                              | Niemcy                             | Aladin Music Hall                  |
| 13 grudnia 1995                    | Hamburg                            | Niemcy                             | Docks                              |
| 14 grudnia 1995                    | Berlin                             | Niemcy                             | Neue Welt                          |
| 16 grudnia 1995                    | Wiedeń                             | Austria                            | Wiener Stadthalle                  |
| 17 grudnia 1995                    | Monachium                          | Niemcy                             | Terminal 1                         |
| 19 grudnia 1995                    | Stuttgart                          | Niemcy                             | Stuttgart Trade Fair               |
| 20 grudnia 1995                    | Neu-Isenburg                       | Niemcy                             | Hugenottenhalle                    |
| 22 grudnia 1995                    | Kolonia                            | Niemcy                             | E-Werk                             |
| 23 grudnia 1995                    | Zwolle                             | Holandia                           | IJsselhallen                       |
| 12 stycznia 1996                   | Ateny                              | Grecja                             | Stadion Peristeri                  |
| 13 stycznia 1996                   | Ateny                              | Grecja                             | Stadion Peristeri                  |
| 14 stycznia 1996                   | Victoria                           | Gozo – Malta                       | Thunder Rabat                      |
| 16 stycznia 1996                   | Acireale                           | Włochy                             | Palasport                          |
| 17 stycznia 1996                   | Neapol                             | Włochy                             | Palapartenope                      |
| 18 stycznia 1996                   | Ankona                             | Włochy                             | Palasport                          |
| 19 stycznia 1996                   | Brescia                            | Włochy                             | Palasport                          |
| 21 stycznia 1996                   | Lublana                            | Słowenia                           | Hala Tivoli                        |
| 23 stycznia 1996                   | Lyon                               | Francja                            | Le Transbordeur                    |
| 24 stycznia 1996                   | Nicea                              | Francja                            | Théâtre de Verdure                 |
| 26 stycznia 1996                   | Montpellier                        | Francja                            | Le Zénith                          |
| 27 stycznia 1996                   | Montluçon                          | Francja                            | Anthanor Arena                     |
| 28 stycznia 1996                   | Nancy                              | Francja                            | Le Zénith                          |
| 30 stycznia 1996                   | Belfast                            | Irlandia Północna                  | Maysfield Leisure Centre           |
| 31 stycznia 1996                   | Dublin                             | Irlandia                           | SFX City Theatre                   |
| 2 lutego 1996                      | Nottingham                         | Anglia                             | Rock City                          |
| Ameryka Północna                   |                                    |                                    |                                    |
| 8 lutego 1996                      | Quebec, Quebec                     | Kanada                             | Pavillon de la Jeunesse            |
| 9 lutego 1996                      | Montreal, Quebec                   | Kanada                             | Verdun Auditorium                  |
| 11 lutego 1996                     | Toronto, Ontario                   | Kanada                             | R.P.M. Warehouse                   |
| 13 lutego 1996                     | Boston, Massachusetts              | Stany Zjednoczone                  | Avalon                             |
| 14 lutego 1996                     | Providence, Rhode Island           | Stany Zjednoczone                  | Lupo’s Heartbreak Hotel            |
| 16 lutego 1996                     | Nowy Jork, Nowy Jork               | Stany Zjednoczone                  | The Academy                        |
| 17 lutego 1996                     | Filadelfia, Pensylwania            | Stany Zjednoczone                  | Electric Factory                   |
| 19 lutego 1996                     | Baltimore, Maryland                | Stany Zjednoczone                  | Hammerjack’s                       |
| 20 lutego 1996                     | Old Bridge, New Jersey             | Stany Zjednoczone                  | Birch Hill Night Club              |
| 21 lutego 1996                     | Harrisburg, Pensylwania            | Stany Zjednoczone                  | Birch Hill Night Club              |
| 23 lutego 1996                     | Pittsburgh, Pensylwania            | Stany Zjednoczone                  | Metropol                           |
| 24 lutego 1996                     | Detroit, Michigan                  | Stany Zjednoczone                  | Harpos Concert Theatre             |
| 25 lutego 1996                     | Cleveland, Ohio                    | Stany Zjednoczone                  | Odeon Concert Club                 |
| 27 lutego 1996                     | Cincinnati, Ohio                   | Stany Zjednoczone                  | Annie’s                            |
| 28 lutego 1996                     | Fort Wayne, Indiana                | Stany Zjednoczone                  | Pierre’s                           |
| 29 lutego 1996                     | Chicago, Illinois                  | Stany Zjednoczone                  | The Vic Theatre                    |
| 2 marca 1996                       | Milwaukee, Wisconsin               | Stany Zjednoczone                  | The Rave                           |
| 3 marca 1996                       | Minneapolis, Minnesota             | Stany Zjednoczone                  | Mirage                             |
| 5 marca 1996                       | Saint Louis, Missouri              | Stany Zjednoczone                  | Mississippi Nights                 |
| 7 marca 1996                       | Atlanta, Georgia                   | Stany Zjednoczone                  | The Masquerade                     |
| 8 marca 1996                       | Orlando, Floryda                   | Stany Zjednoczone                  | Embassy                            |
| 9 marca 1996                       | Fort Lauderdale, Floryda           | Stany Zjednoczone                  | The Edge                           |
| 10 marca 1996                      | Jacksonville, Floryda              | Stany Zjednoczone                  | Shades                             |
| 11 marca 1996                      | Nowy Orlean, Luizjana              | Stany Zjednoczone                  | House of Blues                     |
| 12 marca 1996                      | Memphis, Tennessee                 | Stany Zjednoczone                  | 616                                |
| 14 marca 1996                      | Houston, Teksas                    | Stany Zjednoczone                  | Millennium                         |
| 15 marca 1996                      | San Antonio, Teksas                | Stany Zjednoczone                  | Sneakers                           |
| 16 marca 1996                      | Dallas, Teksas                     | Stany Zjednoczone                  | Deep Ellum Live                    |
| 17 marca 1996                      | Lubbock, Teksas                    | Stany Zjednoczone                  | Depot                              |
| 19 marca 1996                      | Albuquerque, Nowy Meksyk           | Stany Zjednoczone                  | Midnight Rodeo                     |
| 20 marca 1996                      | Denver, Kolorado                   | Stany Zjednoczone                  | Ogden Theater                      |
| 21 marca 1996                      | Salt Lake City, Utah               | Stany Zjednoczone                  | Salt Air                           |
| 23 marca 1996                      | Seattle, Waszyngton                | Stany Zjednoczone                  | Off Ramp Cafe                      |
| 24 marca 1996                      | Vancouver, Kolumbia Brytyjska      | Kanada                             | Commodore Ballroom                 |
| 25 marca 1996                      | Portland, Oregon                   | Stany Zjednoczone                  | Roseland Theatre                   |
| 27 marca 1996                      | Sacramento, Kalifornia             | Stany Zjednoczone                  | The Boardwalk                      |
| 28 marca 1996                      | San Francisco, Kalifornia          | Stany Zjednoczone                  | Fillmore                           |
| 30 marca 1996                      | Riverside, Kalifornia              | Stany Zjednoczone                  | Ventura Theatre                    |
| 31 marca 1996                      | Las Vegas, Nevada                  | Stany Zjednoczone                  | Beach Theatre                      |
| 1 kwietnia 1996                    | Phoenix, Arizona                   | Stany Zjednoczone                  | Electric Ballroom                  |
| 2 kwietnia 1996                    | San Diego, Kalifornia              | Stany Zjednoczone                  | Soma                               |
| 4 kwietnia 1996                    | Los Angeles, Kalifornia            | Stany Zjednoczone                  | The Palace                         |
| 5 kwietnia 1996                    | Los Angeles, Kalifornia            | Stany Zjednoczone                  | The Palace                         |
| Azja                               |                                    |                                    |                                    |
| 11 kwietnia 1996                   | Tokio                              | Japonia                            | Nakano Sun Plaza                   |
| 12 kwietnia 1996                   | Nagoja                             | Japonia                            | Aichi Kinro Kaikan                 |
| 14 kwietnia 1996                   | Fukuoka                            | Japonia                            | Skara Espacio                      |
| 16 kwietnia 1996                   | Osaka                              | Japonia                            | Orix Theater                       |
| 17 kwietnia 1996                   | Tokio                              | Japonia                            | Kan-i Hoken Hall                   |
| 18 kwietnia 1996                   | Tokio                              | Japonia                            | Nakano Sun Plaza                   |
| Europa                             |                                    |                                    |                                    |
| 22 czerwca 1996                    | Kauhajoki                          | Finlandia                          | Nummijärvi Shore                   |
| 30 czerwca 1996                    | Dessel                             | Belgia                             | Kastelsedijk                       |
| 6 lipca 1996                       | Odense                             | Dania                              | Insel Fünen                        |
| 13 lipca 1996                      | Weert                              | Holandia                           | Evenemententerrein A2 Weert        |
| 8 sierpnia 1996                    | Murcja                             | Hiszpania                          | Estadio Nueva Condomina            |
| 10 sierpnia 1996                   | Jerez de la Frontera               | Hiszpania                          | Recinto Ferial de Jerez            |
| 11 sierpnia 1996                   | Miajadas                           | Hiszpania                          | Football Stadium                   |
| 13 sierpnia 1996                   | Villarrobledo                      | Hiszpania                          | Municipal Football Stadium         |
| 14 sierpnia 1996                   | Huesca                             | Hiszpania                          | Festival Grounds                   |
| 16 sierpnia 1996                   | Colmar                             | Francja                            | Colmar Expo.                       |
| 17 sierpnia 1996                   | Cunlhat                            | Francja                            | Puy de Dôme                        |
| Ameryka Łacińska                   |                                    |                                    |                                    |
| 24 sierpnia 1996                   | São Paulo                          | Brazylia                           | Estádio do Pacaembu                |
| 25 sierpnia 1996                   | Kurytyba                           | Brazylia                           | Estádio Couto Pereira              |
| 26 sierpnia 1996                   | Rio de Janeiro                     | Brazylia                           | Metropolitan Parking Lot           |
| 27 sierpnia 1996                   | Porto Alegre                       | Brazylia                           | Estádio Beira-Rio                  |
| 29 sierpnia 1996                   | Santiago                           | Chile                              | Teatro Monumental                  |
| 31 sierpnia 1996                   | Buenos Aires                       | Argentyna                          | Estadio Obras Sanitarias           |
| 1 września 1996                    | Buenos Aires                       | Argentyna                          | Estadio Obras Sanitarias           |
| 4 września 1996                    | Meksyk                             | Meksyk                             | Palacio de los Deportes            |
| 5 września 1996                    | Meksyk                             | Meksyk                             | Palacio de los Deportes            |
| 7 września 1996                    | Monterrey                          | Meksyk                             | Auditorio Coca-Cola                |